# Académie slovène des sciences et des arts
L’Académie slovène des sciences et des arts (en slovène : Slovenska akademija znanosti in umetnosti, SAZU) est l'académie nationale de Slovénie. Elle a pour but de promouvoir les sciences et les arts dans le pays ainsi que de fournir un lieu de rencontre pour les principaux scientifiques et artistes slovènes.
Elle a été fondée en 1938. Elle est composée de 71 membres titulaires en 2011. Son siège se trouve à Ljubljana, dans un palais du XVIIIe siècle situé sur Novi trg (« place Neuve »), place qui donne sur les quais de la Ljubljanica.

## Liste des dirigeants
| Identité                     | Période       | Période     | Durée |
| Identité                     | Début         | Fin         | Durée |
| ---------------------------- | ------------- | ----------- | ----- |
| Tadej Bajd (d) (né en 1949)  | 2014          | 31 mai 2020 | 6 ans |
| Peter Štih (en) (né en 1960) | 1er juin 2020 |             |       |

## Source
- (en) Cet article est partiellement ou en totalité issu de l’article de Wikipédia en anglais intitulé « Slovenian Academy of Sciences and Arts » (voir la liste des auteurs).